# Janis Martin
Janis Martin (27. března 1940 — 3. září 2007) byla americká zpěvačka, která se proslavila v polovině 50. let jako „Elvis Presley v sukních”.

## Biografie
Janis Martin se narodila 27. března 1940 v Sutherlinu ve Virginii. Již od dětství zpívala a hrála na kytaru. V osmi letech se poprvé zúčastnila amatérské soutěže a skončila druhá. V následujících letech již jen vítězila. Pěveckou kariéru zahájila v roce 1951 na rozhlasové stanici WDVA v pořadu Barndance a poté působila ve skupině Glena Thompsona. Když jí bylo třináct vystoupila v pořadu Tobacco Festival, kde si ji všiml Enest Tubb a doporučil ji za členku významné show The Old Dominion Barndance v Richmondu, kde zpívala po dva roky po boku hvězd jakými byli Jean Sheppard, Hawkshaw Hawkins, Sonny James, Martha Carson a jiní.

V šestnácti letech podepsala Janis Martin smlouvu se společností RCA. Při své první nahrávací frekvenci 8. března 1956 natočila v produkci Cheta Atkinse a za doprovodu studiové kapely tvořené Chetem Atkinsem (elektrická kytara), Thomase Grady Martinem (rytmická kytara), Bobem Moorem (kontrabas), Murrayem "Buddym" Harmanem (bicí) a Floydem Cramerem (piano) čtyři písně. Úspěch se dostavil již po prvním singlu Will You, Willyum/Drugstore Rock 'n' Roll, jehož druhou stranu si Janis složila sama. Desky se prodalo 750 000 kopií. Další nahrávací frefence se konala 11. května 1956 v New Yorku v produkci Steva Sholese, kde Janis Martin natočila čtyři písně. Na druhý singl se dostala pouze jedna – coververze rockabillyového hitu Roye Orbisona Ooby Dooby, na B stranu byla RCA zařazena balada One More Year To Go. Mezitím firma RCA navrhla, a Presleyho manažer plukovník Parker souhlasil, aby Janis Martin používala při vystoupeních titul "The Femal Elvis Presley" (ženský Elvis). Tuto roli měl zpěvačce usnadnit třetí singl My Boy Elvis s několika narážkami na Presleyho hity. Na B straně se objevila skladba Little Bit. Janis Martin se v té době objevovala v rozhlasových a televizních pořadech (Tonight Show, American Bandstand, Ozark Jubilee) a koncertovala s Hankem Showem, Faronem Youngem, Porter Wagonerem nebo Carl Perkinsem. Napódiu předváděla téměř tytéž pohyby jako Elvis Presley.
V pořadí čtvrtým singl Let's Elope Baby/Barefoot Baby vyšel na konci roku 1956. Tehdy byla Janis Martin vyhlášena časopisem Billboard za objev roku v kategorii zpěvaček. Na začátku roku 1957 se uskutečnila třetí nahrávací frekfence z níž vzešel singl Love Me To Pieces/Two Long Years. Pak se Janis Martin stala stálou členkou programu Jima Reevese, s nímž zavítala i do Evropy. Po návratu nazpívala v newyorském studiu šest skladeb z nichž dvě se objevily na singlu Love and Kisses/I'll Never Be Free. Ostatní čtyři skladby vydala firma RCA na EP desce: pomalé blues Just Squeeze Me (Don't Tease Me), taneční My Confession, popovou I Don't Hurt Anymore a baladu Half Loved, jenž v originále nazpíval Eddie Cochran. Deska ale nevyvolala větší ohlas. Na podzim roku 1957 založila Janis Martin skupinu The Marteens se kterou pak koncertovala po nočních klubech. Poslední singl u RCA Bang Bang/Plese Be Me Love natočila Janis Martin v létě roku 1958. Pod taneční skladbou na A straně a pomalou baladou na B straně je uváděna jako Janis And Her Boyfriends. Deska vznikla za účasti The Jordanaires v Nashvillu. Na podzim roku 1958 se Janis Martin narodil syn a pro mateřské povinnosti se uchýlila do ústraní. Na hudební scénu se vrátila po dvou letech, kdy natočil dva singly: Here Today and Gone Tomorrow Love/Hard Times Ahead a Cry Guitar/Teen Street. Úspěch jako před lety se nedostavil a podruhé vdaná Janis se omezila na vystupování na lokální úrovni. Janis Martin zemřela na rakovinu ve věku 67 let 3. září 2007.

## Discografie

### Singly
| Rok  | Název                                         | Label           |
| ---- | --------------------------------------------- | --------------- |
| 1956 | Will You, Willum/Drugstore Rock 'n' Roll      | RCA Victor      |
| 1956 | Ooby Dooby/One More Tear To Go                | RCA Victor      |
| 1956 | My Boy Elvis/Little Bit                       | RCA Victor      |
| 1956 | Let's Elope Baby/Barefoot Baby                | RCA Victor      |
| 1957 | Love Me To Pieces/Two Long Years              | RCA Victor      |
| 1957 | Love and Kisses/I'll Never Be Free            | RCA Victor      |
| 1957 | Billy Boy, My Billy Boy/All Right Baby        | RCA Victor      |
| 1958 | Cracker Jack/Good Love                        | RCA Victor      |
| 1958 | Bang Bang/Please Be My Love                   | RCA Victor      |
| 1960 | Here Today and Gone Tomorrow/Hard Times Ahead | Palette Records |
| 1961 | Cry Guitar/Teen Street                        | Palette Records |

### Alba
- 1963: Janis and Elvis
- 1979: That Rockin' Gal Sings "My Boy Elvis"
- 1979: That Rockin' Gal Rocks On
- 1985: Elvis and Janis
- 1994: The Female Elvis - Complete Recordings 1955 - 1960
- 2001: Here I Am
- 2003: Love and Kisses

## Použitá literatura
- SMOLEK, Petr: Janis Martin: Elvis Presley v sukních. Melodie, 2000, roč. 38, č. 5, s 46-47. ISSN 0025-8997.